# Referéndum constitucional de Egipto de 2012
El referéndum constitucional de Egipto de 2012 se celebró en dos etapas, la primera, el 15 de diciembre de 2012 y la segunda el 22 de diciembre de 2012. Los egipcios que viven en el extranjero votaron el proyecto de constitución el 8-11 de diciembre. La votación para los expatriados se retrasó hasta el 12 de diciembre de 2012. A los votantes se les preguntó si aprueban una nueva Constitución redactada por la Asamblea Constituyente. El Comité Supremo para supervisar el referéndum constitucional fue creado el 3 de diciembre de 2012. El secretario general del referéndum constitucional del comité supremo Zaghloul El-Balshi ha presentado su dimisión tras los enfrentamientos entre partidarios y opositores de Mohamed Morsi. Mohammad Salim Al-Awa ha declarado que una nueva Asamblea Constituyente se formaría en un plazo de tres meses a través de elecciones generales, si el proyecto de Constitución es rechazada. La nueva asamblea tendrá seis meses para escribir la nueva constitución. Manifestaciones en pro y en contra han dejado a Egipto dividido.

## Campaña
Los islamistas, los Hermanos Musulmanes y los salafistas se mostraron confiados en derrotar a los laicos en la segunda vuelta con un margen más honeroso.

## Resultados
La primera vuelta, fue realizada en las gobernaciones de: El Cairo, Alejandría, Oriental, Occidental, Dacalia, Asiut, Suhag, Asuán, Sinaí del Norte y Sinaí del Sur.
La segunda vuelta se realizó en las gobernaciones de: Behera, Beni Suef, Damieta, Fayún, Guiza, Ismailia, Kafr el Sheij, Matrú, Menia, Menufia, Nuevo Valle, Puerto Said, Caliubia, Quena, Mar Rojo, Suez y Luxor.
| Elección 1ª vuelta              | Votos     | %      |
| ------------------------------- | --------- | ------ |
| Sí                              | 4,595,311 | 56.50  |
| No                              | 3,536,838 | 43.50  |
| Votos Nulos                     |           | –      |
| Votación Total                  | 8,132,149 | 100.00 |
| Padrón Electoral                |           | 33.00  |
| Fuente: Al-Ahram (Preliminares) |           |        |

| Elección 2ª vuelta              | Votos     | %      |
| ------------------------------- | --------- | ------ |
| Sí                              | 5,783,273 | 71.43  |
| No                              | 2,313,377 | 28.57  |
| Votos Nulos                     |           | –      |
| Votación Total                  | 8,096,650 | 100.00 |
| Padrón Electoral                |           | 32.00  |
| Fuente: Al-Ahram (Preliminares) |           |        |

| Elección Total            | Votos      | %      |
| ------------------------- | ---------- | ------ |
| Sí                        | 10,693,911 | 62.69  |
| No                        | 6,061,101  | 35.53  |
| Votos Nulos               | 303,395    | 1.78   |
| Votación Total            | 17,058,317 | 100.00 |
| Padrón Electoral          | 51,919,067 | 32.9   |
| Fuente: BBC (Definitivos) |            |        |

El consejero Samir Ahmed Aboul-Maaty, jefe de la Comisión Suprema Electoral que supervisa el referéndum, dijo que los resultados finales oficiales serán anunciados el lunes 24 de diciembre de 2012. Los egipcios están divididos respecto a la Constitución, la cual es apoyada en su mayoría por islamistas y conservadores, pero es rechazada por liberales, izquierdistas y coptos. Los Hermanos Musulmanes denunciaron irregularidades durante la segunda ronda del referéndum de la nueva Constitución, que se desarrolló en diecisiete gobernaciones de Egipto. Justamente durante la votación este sábado se produjo la dimisión del vicepresidente egipcio. Según el canal Nile News, Mahmoud Mekki aseguró que quería dimitir desde noviembre, pero que pospuso su decisión debido a los disturbios vividos en Egipto, así como a los enfrentamientos entre israelíes y palestinos en la Franja de Gaza, donde se logró una tregua gracias a la intervención del gobierno de Egipto.